# سد العاقد
سد العاقد أحد سدود الطائف التاريخية.

## الوصف
يقع السد في بداية الشعب الصاعد إلى جبلي الرميدة والقرة بوادي عرضة العليا٬ طول جداره 111 متر٬ وعرض ما تبقى منه 1.4 متر٬ وارتفاعه 2.1 متر. وقد لوحظ تهدم جزء كبير من جدار السد٬ يعود تاريخه إلى إلى العصر الأموي.